# Made in Germany (Live in Erfurt)
Made in Germany es el duodécimo disco de David. Es un álbum grabado en directo en Alemania por David Knopfler junto a Harry Bogdanovs en 2012.

## Canciones
- 01 Hey La 4:49
- 02 Deptford Days 5:24
- 03 Hard Times (in Idaho) 3:35
- 04 If God Could Make Angels 4:43
- 05 Grace in the Gutter 4:08
- 06 True North 4:00
- 07 Me and Billy Crowe 4:19
- 08 Mending My Nets 7:31
- 09 Underland 5:36
- 10 Somebody Kind 4:19
- 11 Tears Fall 3:58
- 12 America 5:05

- Datos: Q16596686